# Hathiyol
Hathiyol – gaun wikas samiti w środkowej części Nepalu  w strefie Dźanakpur w dystrykcie Sarlahi. Według nepalskiego spisu powszechnego z 2001 roku liczył on 1347 gospodarstw domowych i 7861 mieszkańców (3682 kobiet i 4179 mężczyzn).